# Icatibant
L'icatibant, peptidomimetico costituito da dieci residui amminoacidici, è un antagonista efficace e specifico dei recettori B2 della bradichinina.

## Meccanismo d'azione
La bradichinina è un ormone peptidico prodotto localmente nei tessuti dell'organismo, molto spesso come reazione in seguito a un trauma. La bradichinina aumenta la permeabilità dei vasi, li dilata e porta a un rilassamento delle cellule muscolari lisce. L'ormone svolge un ruolo importante nella trasmissione del dolore.
Un'eccessiva concentrazione di bradichinina è responsabile dei tipici sintomi dell'infiammazione, quali gonfiore, arrossamento, calore e dolore. Questi sintomi vengono mediati attraverso l'attivazione dei recettori B2 della bradichinina. Poiché anche l'icatibant si lega ai recettori B2, spostando la bradichinina da tale legame. Il farmaco costituisce un antagonista competitivo dei recettori B2 e agisce per un periodo relativamente lungo sui recettori con effetto inibente.

## Indicazioni
L'icatibant ha attualmente la qualifica di farmaco orfano e ha completato gli studi clinici di fase III per il trattamento dell'angioedema ereditario. Il 15 luglio 2008 l'icatibant ha ricevuto l'autorizzazione alla commercializzazione da parte dell'Agenzia europea per i medicinali (EMEA) e sarà quindi disponibile con il nome Firazyr. Il farmaco sarà inizialmente commercializzato in Germania e Gran Bretagna nel corso del terzo trimestre 2008 e sarà successivamente disponibile nei 27 stati dell'Unione europea, in Norvegia, Irlanda e Liechtenstein. Firazyr sarà disponibile in siringhe preriempite e potrà essere tenuto a temperatura ambiente.